# 青山乡 (嘉荫县)
青山乡，是中华人民共和国黑龙江省伊春市嘉荫县下辖的一个乡镇级行政单位。

## 行政区划
青山乡下辖以下地区：
结列河村、建边村、建业村、大砬子村、建华村和上马村。